# 班戈 (加利福尼亞州)
班戈（英語：Bangor）是位於美國加利福尼亞州比尤特縣的一個人口普查指定地區。

## 地理
班戈的座標為39°23′19″N 121°24′19″W / 39.38861°N 121.40528°W，而該地最高點為海拔高度232米（即761英尺）。

## 人口
根據2010年美國人口普查的數據，班戈的面積為34.77平方千米，當中陸地面積為34.77平方千米，而水域面積為0.00平方千米。當地共有人口646人，而人口密度為每平方千米18人。